# João Maria Ferreira do Amaral
João Maria Ferreira do Amaral (Lisbona, 4 marzo 1803 – Macao, 22 agosto 1849) è stato un militare e politico portoghese, fu vicegovernatore della provincia di Angola e governatore del possedimento di Macao. Nel gennaio 1843 fu uno dei soci fondatori dell'Associação Maritima e Colonial de Lisboa.

## Biografia
Nacque a Lisbona il 4 marzo 1803, figlio di Francisco Joaquim Ferreira do Amaral, e di Ana Isabel Cirila de Mendonça. Nel corso del 1821, con il grado di Aspirante guardiamarina, iniziò la carriera militare nella Armada, prestando servizio presso la squadra navale del Brasile. Dopo la separazione del Brasile dal Portogallo, tutte le province proclamarono la costituzione dell’Impero, tranne quella di Bahia che rimase fedele alla territorio metropolitano, e si arrese solo nel luglio del 1823, dopo vari combattimenti tra le forze portoghesi e quelle brasiliane. Con il grado di guardiamarina si distinse particolarmente per il suo coraggio durante il combattimento di Itaparica, avvenuto il 24 febbraio 1823, dove rimase gravemente ferito al braccio destro. Egli continuò a comandare i suoi uomini fino alla fine dello scontro, venendo quindi ricoverato in ospedale dove gli fu amputato il braccio. Nonostante la grave mutilazione continuò la carriera militare, venendo promosso tenente.
Durante il corso della guerra civile fu uno dei pochi ufficiali di marina che riuscirono ad emigrare dalla Madrepatria approdando sull’isola di Terceira, Azzorre, per mettersi al servizio del partito costituzionalista. Prese poi parte allo sbarco delle truppe fedeli a Re Pedro IV a Mindelo (8 luglio 1832), e svolse altre importanti missioni durante le campagne delle Libertà, distinguendosi nella difesa della parte ovest di Lisbona (1833), come comandante del brigantino São Boaventura e poi della piccola squadriglia navale della provincia di Ribatejo. Alla fine della guerra civile era già stato promosso al grado di ufficiale superiore. 
Fino al 1844 comandò diverse navi, tra cui la corvetta Urânia, che utilizzò nel corso di missioni diplomatiche nel Mediterraneo, e la fregata Diana con cui portò a termine una importante missione in Brasile e nel Rio della Plata a difesa degli interessi e della sicurezza dei portoghesi. Prestò poi servizio in Angola, dove comandò la locale stazione navale, distinguendosi nella lotta contro la tratta degli schiavi. Un trafficante di schiavi, Arsenio Pompilio, imprigionato nel Castello di São Jorge a Lisbona, scrisse diffamatori volantini nei suoi confronti, che però non scossero minimamente il prestigio di cui godeva. Eletto Deputato alla Camera per la provincia di Angola, il 21 aprile  1846 assunse l’incarico  di governatore di Macao.

### Governatore di Macao

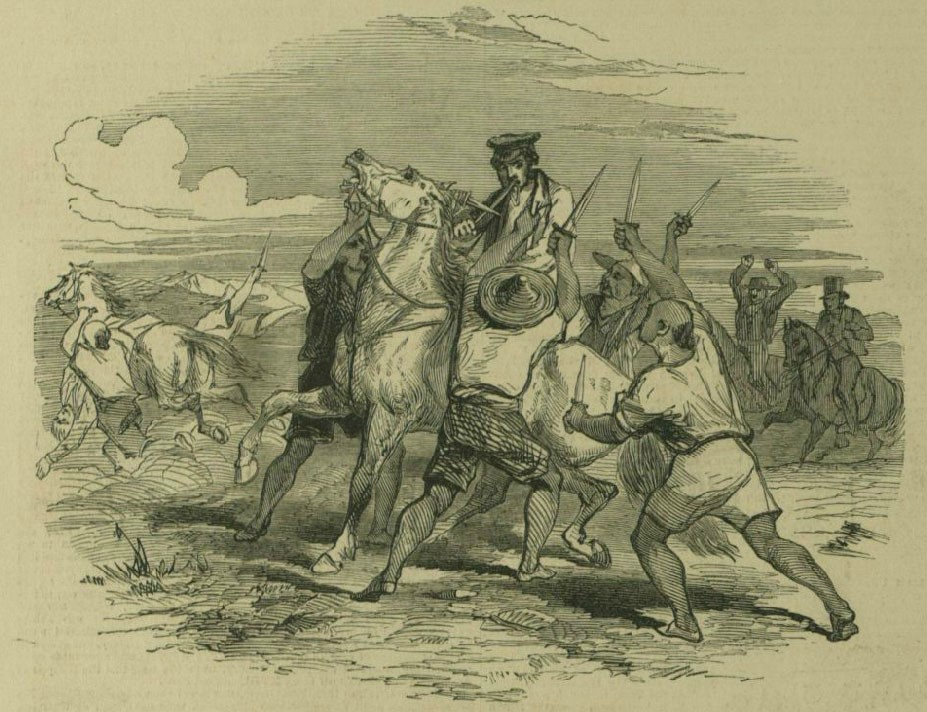
L’assassinio del Governatore João Maria Ferreira do Amaral. Da Illustrated London News, 10 novembre 1849.

In conseguenza della Prima Guerra dell'Oppio la Gran Bretagna aveva fondato una propria colonia sull'isola di Hong Kong, che ben presto divenne il più importante porto occidentale della Cina. Questi fatti portarono il governo portoghese, nel corso del 1844, a decidere di fare di Macao una vera colonia. Nel corso del 1845 la città fu dichiarata porto franco e resa indipendente dal governo indiano, cui era stata soggetta fino ad allora. Macao fino ad allora aveva due dogane, quella portoghese che aveva come unica fonte di reddito la tassa sul carico delle navi mercantili pagata ai locali funzionari, e quella cinese, le cui tasse erano pagate ai locali Mandarini diretti dipendenti dell’Impero.
Appena nominato Governatore Ferreira do Amaral spinse i locali mandarini ad abolire le usanze cinesi, a porre fine al pagamento delle diverse imposte e tasse ad aprire il porto alle merci europee, e a costruire nuove strade di collegamento dove prima era vietato. Inoltre occupò ufficialmente l'isola di Taipa, riorganizzò i servizi pubblici, vietò il gioco d'azzardo, ed introdusse un nuovo tipo di tassazione fondiaria per i residenti cinesi. Le autorità cinesi, tramite il Mandarino Heung Shan, cercarono di negoziare, ma il 13 marzo 1849 furono espulsi tutti gli ufficiali cinesi da Macao, venne distrutta la dogana cinese e si cessò di pagare l’affitto del possedimento di Macao da parte del Portogallo all’Impero cinese.
Tale energia, tesa a difendere l'interesse del Portogallo, e soprattutto l’allargamento territoriale della colonia, portarono i locali Mandarini a reagire  nell’interesse del governo imperiale.  Nel pomeriggio del 22 agosto 1849, mentre andava a fare un giro a cavallo, accompagnato dal suo Aiutante di campo Jerónimo Pereira Leite, superò inavvertitamente il confine tra il territorio portoghese e quelle cinese. I due furono subito attaccati da un gruppo di sette cinesi che uccisero il Governatore, tagliandogli poi la testa e una mano che furono portati via.
Subito dopo questo tragico evento si svolse la battaglia di Passaleão (25 agosto), considerata l'unico vero combattimento avvenuto tra le forze militari portoghesi e quelle cinesi. In seguitò a nuovi negoziati, e al prospettato arrivo di una squadra navale portoghese al comando del Capitão de mar e guerra Pedro Alexandrino da Cunha, il 16 gennaio 1850 le autorità cinesi restituirono ufficialmente la testa e la mano del governatore, la cui salma fu quindi trasportata a Lisbona per i funerali di Stato. 
A Macao il 24 giugno 1940 fu inaugurata una statua in sua memoria, opera dell’architetto Carlos de Andrade e dello scultore Maximiano Alves.  Rimossa dal suo piedistallo nel novembre 1991, la statua fu poi inviata a Lisbona nel novembre del 1999  dove fu rimontata.

### Annotazioni
1. ↑  Nato nella parrocchia di Alcântara, Lisbona, il 3 maggio 1773, suo padre era discendente dalla famiglia Macedo, fidalgo della Casa reale e sergente dell’esercito e poi della Legione portoghese durante le guerre napoleoniche. Promosso Alfiere morì durante l'inverno del 1812, nel corso della campagna di Russia.
2. ↑  Sposatasi il 4 febbraio 1801, la coppia ebbe altri due figli, Joaquim Ferreira do Amaral, nato ad Alcântara, Lisbona, il 15 ottobre 1804, e Francisca Ferreira do Amaral, nata a Alcântara, Lisbona, il 10 maggio 1805.
3. ↑  Appena arrivato a Macao organizzò subito un battaglione provvisorio di fanteria che fu acquartierato presso l’ex convento di San Domingo.
4. ↑  Partito a bordo della nave mercantile inglese Madrid il 13 febbraio, arrivò nella colonia il 19 aprile, assumendo ufficialmente l'incarico due giorni dopo.
5. ↑  Senza curarsi del fatto che tali strade passavano su luoghi dove sorgevano delle tombe, fatto considerato sacrilego dalla autorità cinesi.
6. ↑  Su cui iniziò subito a costruire una fortezza, su progetto del tenente Pedro José da Silva Loureiro, che fu inaugurata il 9 settembre 1849.
7. ↑  Comminando una multa di due tael a coloro che fossero stati sorpresi a giocare.
8. ↑  Secondo lo storico cinese Fei Chiengkan la sua era una morte annunciata, in quanto il governo del Guangzhou era arrivato a far pubblicare manifesti che ponevano una taglia sulla sua uccisione.

### Fonti
1. 1 2 3 4 5 6 7 8 9 10  Mendes Correira, Sérgio, 1936, pp. 196-197.
2. 1 2 3 4 5 6 7 8 9  Ride, Ride, Wordie 1999, p. 44.
3. 1 2  Annaes maritimos e coloniaes, Terza Serie 1843, p. 58.
4. 1 2 3 4 5 6 7  Ride, Ride, Wordie 1999, p. 45.
5. ↑  Ride, Ride, Wordie 1999, p. 48.
6. ↑  Ride, Ride, Wordie 1999, p. 49.
7. ↑  Ride, Ride, Wordie 1999, p. 46.